# Galassie (singolo)
Galassie è un singolo del cantautore italiano Irama, pubblicato il 17 maggio 2024 come secondo estratto dal quarto album in studio inedito.

## Descrizione
Il testo parla di una storia d'amore e propone una citazione di Franco Battiato, ossia «Ti proteggerò da ogni malinconia» tratto da La cura.

## Promozione
Il brano musicale è stato presentato, per la prima volta, nel corso del programma televisivo Amici.

## Tracce
Testi e musiche di Irama, Cheope, Federica Abbate, Giulio Nenna, Giuseppe Colonnelli e Michele Zocca.
1. Galassie – 3:40

Testi e musiche di Irama, Cheope, Federica Abbate, Giulio Nenna, Giuseppe Colonelli e Michele Zocca
Download digitale, streaming
1. Galassie – 3:40

7"
1. Lentamente
2. Galassie

## Classifiche
| Classifica (2024) | Posizione massima |
| ----------------- | ----------------- |
| Italia            | 21                |